# Liste des stations de radio en France
Pour un article plus général, voir Radio en France.
 (janvier 2021).
Si vous disposez d'ouvrages ou d'articles de référence ou si vous connaissez des sites web de qualité traitant du thème abordé ici, merci de compléter l'article en donnant les références utiles à sa vérifiabilité et en les liant à la section « Notes et références ».
Cet article intitulé liste des stations de radio en France a pour but de recenser la majorité des radios émettant depuis le territoire français. Il peut s'agir de stations de radio au statut public ou privé (commercial, associatif ou étudiant). Ces stations de radio peuvent présenter un caractère national, régional ou local. Le cas des radios françaises que l'on capte dans les Outre-mer fait l'objet d'une section spécifique.
L'article évoque, pour finir, les radios d'info trafic et les banques de programmes.

## Stations de radio principales

La maison de la radio à Paris, siège de Radio France depuis 1975.

| Chaîne           | Logo | Création | Siège             | Commentaire | Groupe              |
| ---------------- | ---- | -------- | ----------------- | --- | ------------------- |
| RFI              |      | 1975     | Paris             | Le Poste Colonial de 1931 à 1938, Paris Mondial de 1938 à 1940, RTF Radio Paris de 1945 à 1965, ORTF Radio Paris de 1965 à 1975.                                                           | France Médias Monde |
| France Inter     |      | 1963     | Paris             | Club d'Essai en 1947, Paris-Inter de 1947 à 1957, France I de 1957 à 1963, RTF Inter en 1963                                                                                               | Radio France        |
| France Musique   |      | 1963     | Paris             | Programme musical à modulation de fréquence de 1954 à 1959, France IV Haute-Fidélité de 1959 à 1963, RTF Haute Fidélité en 1963                                                            | Radio France        |
| France Culture   |      | 1963     | Paris             | Chaîne nationale de 1946 à 1958, France III de 1958 à 1963, RTF Promotion en 1963 | Radio France        |
| FIP              |      | 1971     | Paris             | Depuis 1975, France Inter Paris. Constituée en réseau de radiodiffusion. | Radio France        |
| Ici              |      | 2000     | Paris             | Regroupement en réseau de radios locales. Programme national reprenant certaines infos à des horaires précises lors d'émissions (en soirée, la nuit et à midi). France Bleu de 2000 à 2025 | Radio France        |
| France Info      |      | 1987     | Paris             | Radio d'information en continu. | Radio France        |
| Mouv'            |      | 1997     | Paris             | Radio à destination des jeunes, rap et hip-hop | Radio France        |
| RTL              |      | 1966     | Neuilly-sur-Seine | Radio Luxembourg de 1933 à 1966 | Groupe M6           |
| RTL2             |      | 1995     | Neuilly-sur-Seine | Metropolys de 1984 à 1992, Aventure FM de 1987 à 1989, Maxximum de 1989 à 1992, M40 de 1992 à 1994,                                                                                        | Groupe M6           |
| Fun Radio        |      | 1985     | Neuilly-sur-Seine | | Groupe M6           |
| Europe 1         |      | 1955     | Paris             | | Lagardère News      |
| Europe 2         |      | 1986     | Paris             | Virgin Radio de 2008 à 2022 | Lagardère News      |
| RFM              |      | 1981     | Paris             | | Lagardère News      |
| RMC              |      | 1943     | Paris             | Radio Monte-Carlo | RMC BFM             |
| BFM Business     |      | 1992     | Paris             | BFM de 1992 à 2009 puis BFM Radio de 2009 à 2010. | RMC BFM             |
| BFM Radio        |      | 2022     | Paris             | | RMC BFM             |
| RMC Gold         |      | 2025     | Paris             | | RMC BFM             |
| NRJ              |      | 1981     | Paris             | | NRJ Group           |
| Rire et Chansons |      | 1989     | Paris             | Pacific FM de 1986 à 1989 | NRJ Group           |
| Chérie FM        |      | 1987     | Paris             | Gilda de 1981 à 1987, puis Chérie FM de 1987 à 2017, et Chérie de 2017 à 2019 | NRJ Group           |
| Nostalgie        |      | 1983     | Paris             | | NRJ Group           |
| Ado FM           |      | 1981     | Paris             | Ado FM de 1981 à 2017 et Swigg de 2017 à 2022 | Groupe 1981         |
| Black Box        |      | 1991     | Bordeaux          | | Groupe 1981         |
| Forum            |      | 1981     | Orléans           | | Groupe 1981         |
| Latina           |      | 1982     | Paris             | | Groupe 1981         |
| Vibration        |      | 1982     | Orléans           | | Groupe 1981         |
| Voltage          |      | 1982     | Paris             | | Groupe 1981         |
| Oui FM           |      | 1987     | Paris             | | Groupe 1981         |
| Wit FM           |      | 1988     | Bègles            | |                     |

## Stations de radio classées par groupe

### Réseau La Première
- Dix stations de radio regroupées dans réseau La Première, anciennement RFO (Réseau France Outre-mer) (Malakoff) : depuis 1954 ; dépendante du groupe France Télévisions.

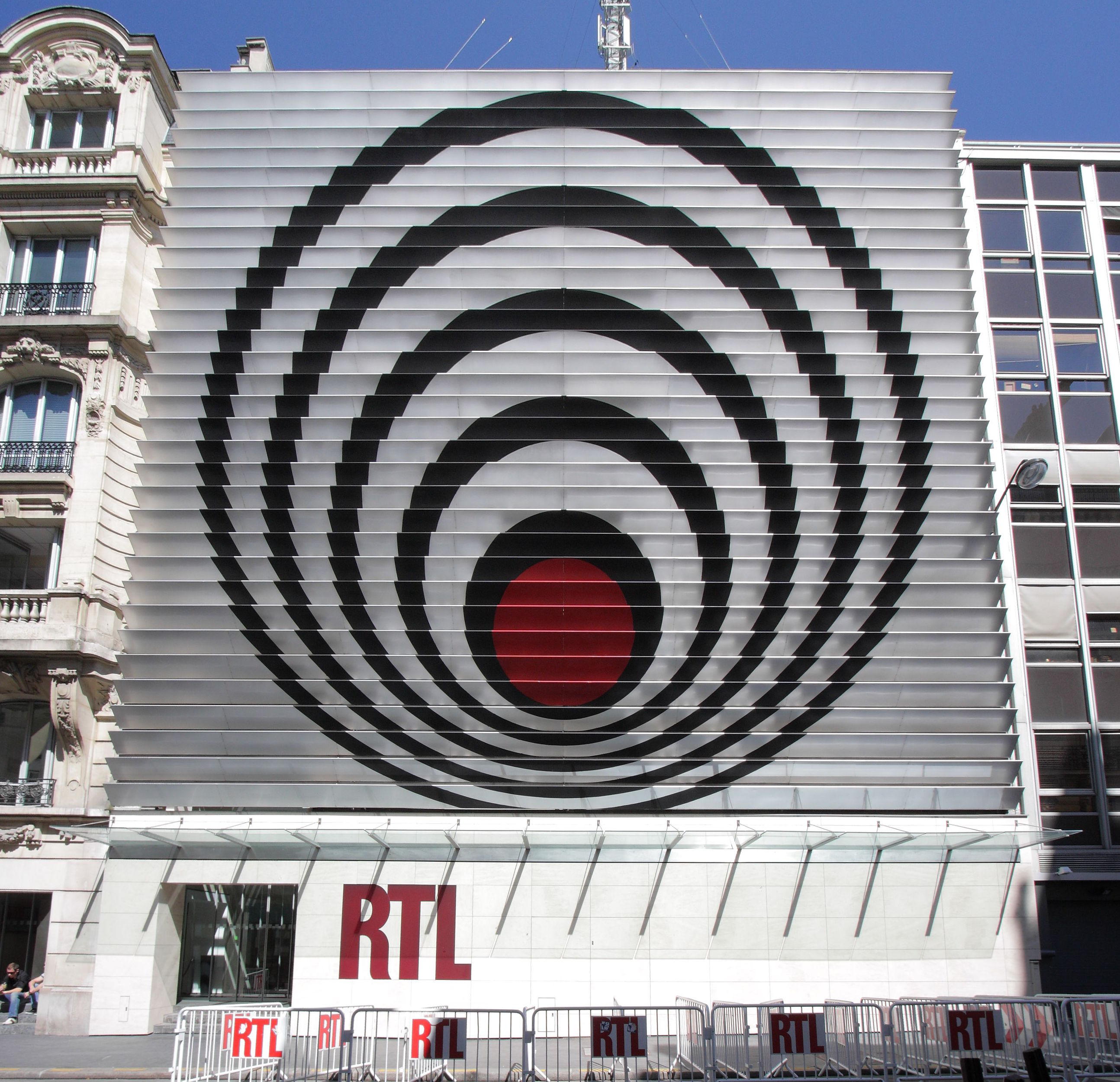
Anciens siège et studios de la radio généraliste privée RTL au 22, rue Bayard à Paris.

### Espace Group
- Radio Espace (Lyon) : depuis les années 1990
- Alpes 1 (Grenoble, Gap) : depuis 1999
- Générations 89.2 (Paris) : depuis 1990
- Générations 101.5 (Lyon) : depuis 2014 et avant Sun 101.5
- Jazz Radio (Lyon) : depuis 2008 ; Fréquence Jazz de 1996 à 2008
- La Radio Plus (Annecy) : depuis 2005 ; Radio Thollon de 1982 à 2005
- Lala Radio programme La Radio Plus : depuis 2012
- M Radio depuis 2017  ; MFM Radio (Paris puis Lyon) : de 1998 à 2017; Radio Montmartre de 1981 à 1995, Montmartre FM de 1995 à 1998
- ODS Radio (Annecy) : depuis les années 1980
- Virgin RADIO (Lyon) : depuis 2024; Couleur 3 de 1993 à 2009 et Virage Radio jusqu'à 2024
- Durance Fm (Sisteron) : depuis 2015
- RVA (Clermont-Ferrand)

### GroupeFiducial
- Sud Radio : depuis 2014

### HPI Groupe
- Chante France (Paris) : depuis 1994
- Évasion : depuis 1991
- MBS : depuis décembre 2016
- Lovely : depuis 2019

### GroupeMediameeting
- Pyrénées FM (Montaillou) : depuis 2014 ; Radio Montaillou Pyrénées de 2004 à 2014, à repris son autonomie.
- Airzen : depuis 2021

### ISA Media Development
- N'Radio (Soissons) : depuis 2008
- Radio ISA (Grenoble) : depuis 1980
- Radio Numéro 1 (Cosne-Cours-sur-Loire)
- FC Radio (Montluel) : depuis 2017
- Perrine FM programme Radio Isa (La Roche sur Foron) depuis 2016 ; Perrine FM de 1982 à 2016
- Canal Fm : depuis 2018
- Mixx Fm : depuis 2018

### Groupe Les Échos
- Radio Classique (Paris) : depuis 1982

### Nova Press
- Radio Nova (Paris) : depuis 1981 ; Radio Verte de 1977 à 1981

### Groupe Skyrock
- Skyrock (Paris) : depuis 1986 ; La Voix du Lézard de 1983 à 1986

### Rossel France
- Radio Contact (Tourcoing) : depuis 1982
- Champagne FM (Reims) : depuis 1991 (filiale de Contact)
- Radio Contact Marne (Reims) : depuis 2022
- RDL Radio : depuis 2018
- Direct FM : depuis 2022
- ARL - Aquitaine Radio Live : depuis 2022
- Toulouse FM (Toulouse) : depuis 2022
- Mistral FM (Toulon) : depuis 2025

### Mont Blanc Médias
- Radio Mont Blanc (Thyez)
- C Radio (Thyez)
- Nostalgie Pays du Mont Blanc (Thyez)

### Groupe Tertio
- Radio Dreyeckland puis DKL Dreyeckland (Mulhouse)
- Cerise Fm (Mulhouse)
- Cannes Radio (Cannes)
- DKL Liberté
- RTL2 Mulhouse (Mulhouse)

### MTI Groupe
- Radio MTI (Pierrelatte)
- TFM (Pierrelatte)

### Soprodi
- Radio Star (Montbéliard)
- Plein cœur
- Plein Coeur Auvergne

### Sweet Médias
- Sweet FM (Le Mans) : depuis 2021
- Forever La Radio (Bordeaux) : depuis 2022

### Com’Presse
- 47 FM (Agen) : depuis 2022

### Melody
- Melody Vintage Radio : depuis 2021
- Melody d’Azur (Cannes) : depuis 2024
- My Zen Radio (Lille) : depuis 2022

### Groupe Sipa-Ouest France
- Hit West (Nantes) : depuis 2001
- Clazz (Nantes) : depuis 2019
- Océane FM (Lorient) : depuis 2012
- Alouette : depuis 2025

### Groupe Tendance Ouest
- Tendance Ouest (Saint-Lô) : depuis 2007
- Africa Radio (Paris) : depuis 2023

### Groupe Scoop
- Radio Scoop (Lyon) : depuis 1982
- Max Radio (Grenoble) : depuis 2022
- Radio Scoop Gold (Gap) : depuis 2024

### La Maison FG
- Radio FG (Paris) : depuis 2023
- FG Chic (Paris) : depuis 2023
- Maxximum (Paris) : depuis 2023
- Dance One (Paris) : depuis 2023

### Régie Com Altantique
- RCA (Saint-Nazaire) : depuis 2018
- Décibel (Dinan) : depuis 2018
- Radio Caroline (Rennes) : depuis 2018
- RMN (Gourin) : depuis 2024

## Stations de radio privées classées par importance territoriale

### Réseaux nationaux ou régionaux
- Chérie FM
- Fun Radio
- Fusion FM
- Hit West
- Nostalgie
- NRJ
- Phare FM
- Radio Campus
- Radio Présence
- Radio Scoop
- RCF
- RFM
- RTL2
- Skyrock
- Europe 2

### Radios nationales
- Beur FM (Paris) : depuis 1992
- BFM Business
- Chérie FM
- Europe 1
- Fun Radio
- Jazz Radio
- M Radio
- Nostalgie
- NRJ
- OÜI FM
- Radio Classique
- Radio FG (Paris) : depuis 1981 ; Fréquence Gaie de 1981 à 1987
- Radio Nova
- RCF : depuis 1996 ; Radio Fourvière de 1982 à 1996
- RFM
- Rire et Chansons
- RMC
- RTL
- Sud Radio (Labège) : depuis 1966 ; Andorradio de 1958 à 1961, Radio des Vallées d'Andorre de 1961 à 1966
- RTL2
- Skyrock
- TSF Jazz
- Europe 2

## Radios d'info trafic
Les radios d'autoroute en France utilisent un Réseau isofréquence synchrone sur la fréquence 107,7 MHz, à l'exception de la radio SNCF La Radio qui n'est pas radio-diffusée.
Les trois stations les plus connues (Sanef, Autoroute INFO et Radio VINCI Autoroutes) couvrent exactement 9 185 km d'autoroutes françaises, ce qui représente 77,3 % du total des autoroutes de France. Le total est 9 586 km (80,67 %).
- Sanef 107.7 (Paris) : depuis 1995 (1 815 km)
- Autoroute Info (Saint-Apollinaire) : depuis 1991 ; a absorbé Rhôn'Alpes 1 en 2007 (2 370 km)
- Radio Vinci Autoroutes (Rueil-Malmaison, Mandelieu-la-Napoule, Vedène) : depuis 2011 ; Autoroute FM de 1988 à 2011 et Radio Trafic FM de 1995 à 2011 (5 000 km)
- SNCF La Radio : de 2010 à 2015

## Banques de programmes
- Communauté francophone des radios chrétiennes (COFRAC) (Paris) : depuis 1996
- Échanges et productions radiophoniques (ÉPRA) (Paris) : de 1992 à 2013
- RFI  Musique (Paris) : depuis 1975
- Sophia (Paris) : de 1996 à 2020